# 拉蒙卡斯蒂利亞區

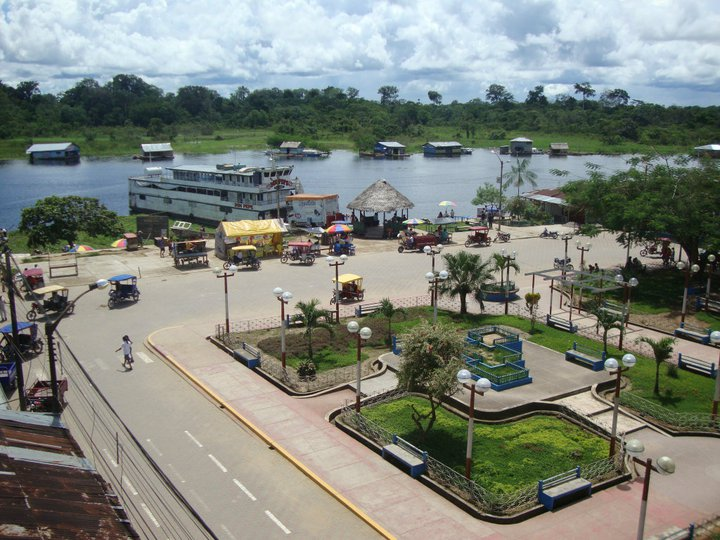

拉蒙卡斯蒂利亞區（西班牙語：Distrito de Ramón Castilla），是秘魯的一個區，位於該國東北部洛雷託大區的雷蒙卡斯蒂利亞元帥省，始建於1943年7月2日，面積7,122平方公里，海拔高度84米，2005年人口18,146，人口密度每平方公里2.5人。